# برج زمورة
برج زمورة اسم يطلق على مدينة ودائرة وبلدية في الشرق الجزائري تابعة إداريا لولاية برج بوعريريج تبعد عن مركز الولاية حوالي 30 كلم شمالا، كانت تتبع لعمالة قسنطينة في العصر العثماني وكانت تعرف باسمها برج زمورة نظرا للحصن المتواجد على أعلى قممها، وبعد ذلك تبعت إلى عمالة سطيف وبعدها إلى ولاية برج بوعريريج في آخر تقسيم إداري في الجزائر، وزمورة تعتبر أقدم من الولاية نظرا لتاريخها العريق.

## جغرافيا
تقع برج زمورة ضمن سلسلة جبال البيبان والبابور في منطقة القبائل الصغرى شمال ولاية برج بوعريريج على ارتفاع يناهز 1200 م.

### مناخ

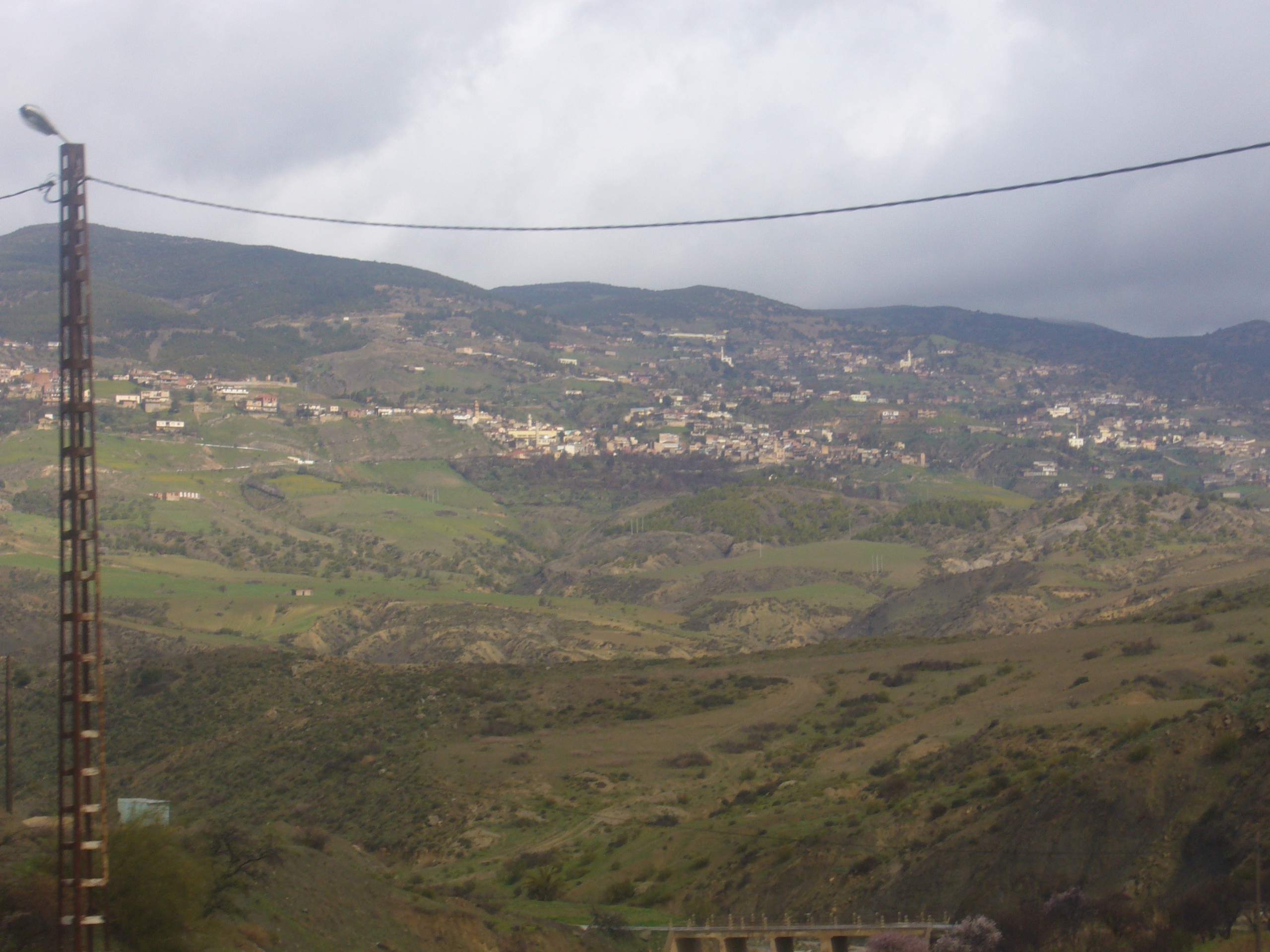
منظر عام لبرج زمورة

## التاريخ
- زمورة مدينة غارقة في التاريخ والآثار الرومانية تعد شاهدة على عمق تاريخ المنطقة في كل من تالاوزرو ، و تيغرمين ، وخربة قيدرة المصنفة عالميا، ووفقا لبعض الفرضيات فقد تم بناء المدينة ابتداء من القرن العاشر الميلادي على سفح الجبل بالمسجد ونافورة المياه، نالت زمورة مكانة كبيرة في عهد الأتراك العثمانيين الذين استوطنوها واتخذوها مركزا مهما في الشرق الجزائري وأقاموا بها محميات قلعة زمورة كمركز للوجود العثماني بالمنطقة وتعد قصبتها المبنية على يد الأتراك دليلا على مكانتها في ذلك العهد.[2]

وقد سكن برج زمورة عبر التاريخ كل من العرب والأتراك، ويعد الكثير من سكان زمورة من أصل تركي يعيشون بها إلى الآن، كما يوجد الكثير من العائلات من الأشراف المرابطين المنتسبين لأهل البيت النبوي.
تشتهر زمورة بمساجدها ودور العلم وهي أحد أهم المراكز العلمية في ولاية برج بوعريريج وشرق الجزائر، تعد هذه المدينة الجبارة التي قاومت الاستعمار الفرنسي منذ أن دخل إلى الجزائر، فلقد زارها الجنرال ديغول وعزز تواجد القوات الاستعمارية هناك لانها كانت منطقة إستراتيجية ولوجستية بالمفهوم العسكري، ولم يزر ولايات كبيرة معروفة حينها.
كان للمدينة دور مركزي في المنطقة أيام الخلافة العثمانية في الجزائر حيث قام الجيش الإنكشاري بتأسيس أول قواعده بثلاث مناطق وهي برج زمورة والجزائر العاصمة وبقسنطينة، ففي رسالة بعثها الباب العالي إلى قائد الجيش الانكشاري بالمغرب العربي قال له فيها: ركز جيشك في ثلاث مناطق وهي الجزائر، زمورة وقسنطينة.
اشتهرت زمورة بالعلم والعلماء والأشراف والفقهاء والقضاة منهم الشيخ العلامة أحمد بن قدور الذي شرح كتاب سيبويه وله تعليقات كثيرة على مجموع المتون ومنه العلامة الشيخ عمر أبي حفص الزموري الذي كان حجة زمانه ومنهم العلامة الشيخ علي أبو بكر.....وغيرهم ومن القضاة ابن الأقرط وابن القاسم وابن الجودي وابن سالم........وغيرهم لذا كانت منارة منذ القديم للعلم والعلماء والقضاة.
تتميز زمورة بنمطها المعماري الذي يجمع بين الطابع الأندلسي والتركي والبربري وتتميز بكثرة مساجدها بحيث يوجد بها مسجد يعود للقرن الثالث هجري كما توجد بها زاوية لتحفيظ القرآن تعود لعهود إسلامية قديمة في قرية القليعة بتاسمرت لهذا فهي تملك أهمية سياحية ودينية وتاريخية هامة جدا في الجزائر.

## شخصيات من زمورة
- الطبيب احمد بن عبيد 1911-1999 و كان مجاهد في الولاية الثالثة رفقة العقيد عميروش و يلقبونه بطبيب الفقراء.
- الطبيب عليم لويس بن عبيد و هو طبيب متخصص في الاعصاب و يكون ابن الطبيب احمد بن عبيد.
- يوسف زناف، بطل العالم في رياضة الفو-كونتاكت.
- مصطفى نجاي، رسام مولود سنة 1957.

- بستانجي، موسيقي مالوف.

## معرض صور

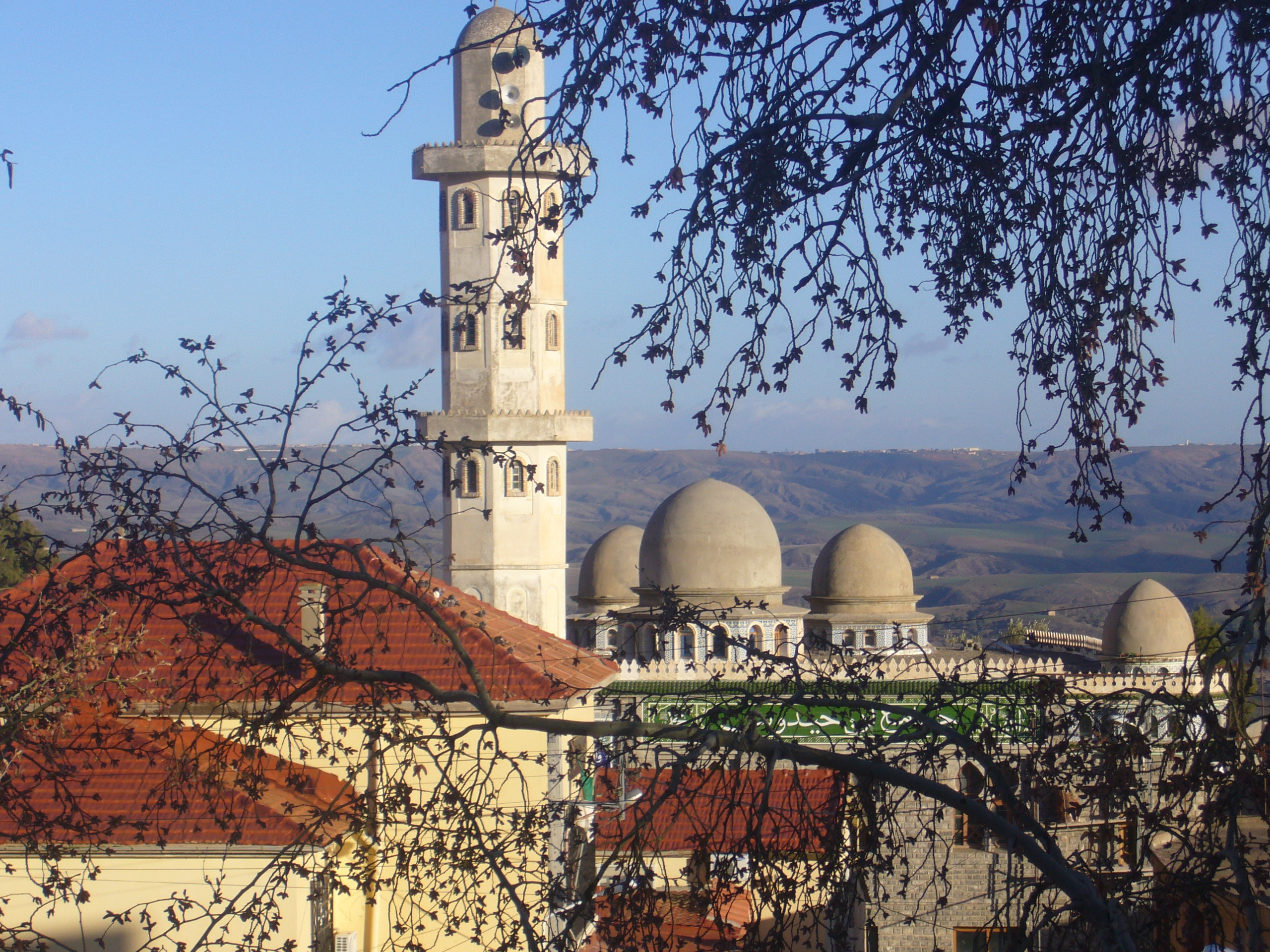
مسجد بن حيدوس بزمورة.
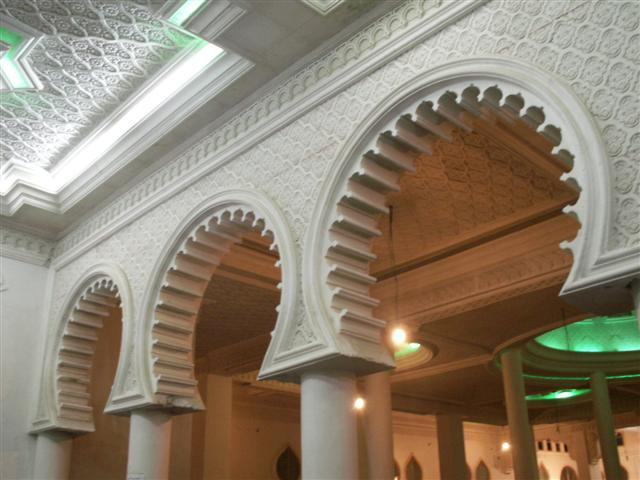
مسجد بن حيدوس من الداخل.
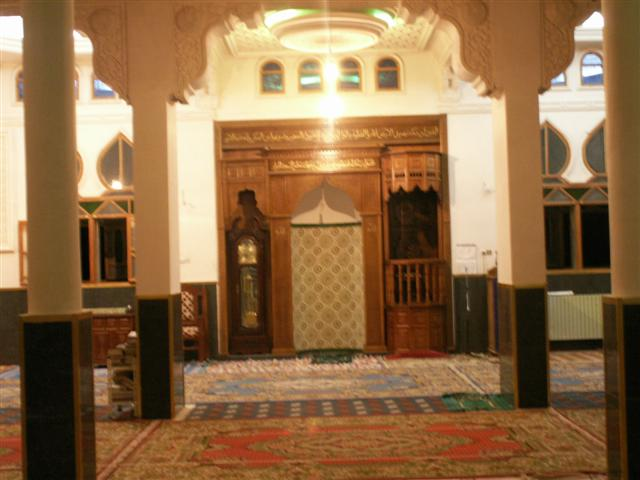
مسجد بن حيدوس من الداخل.
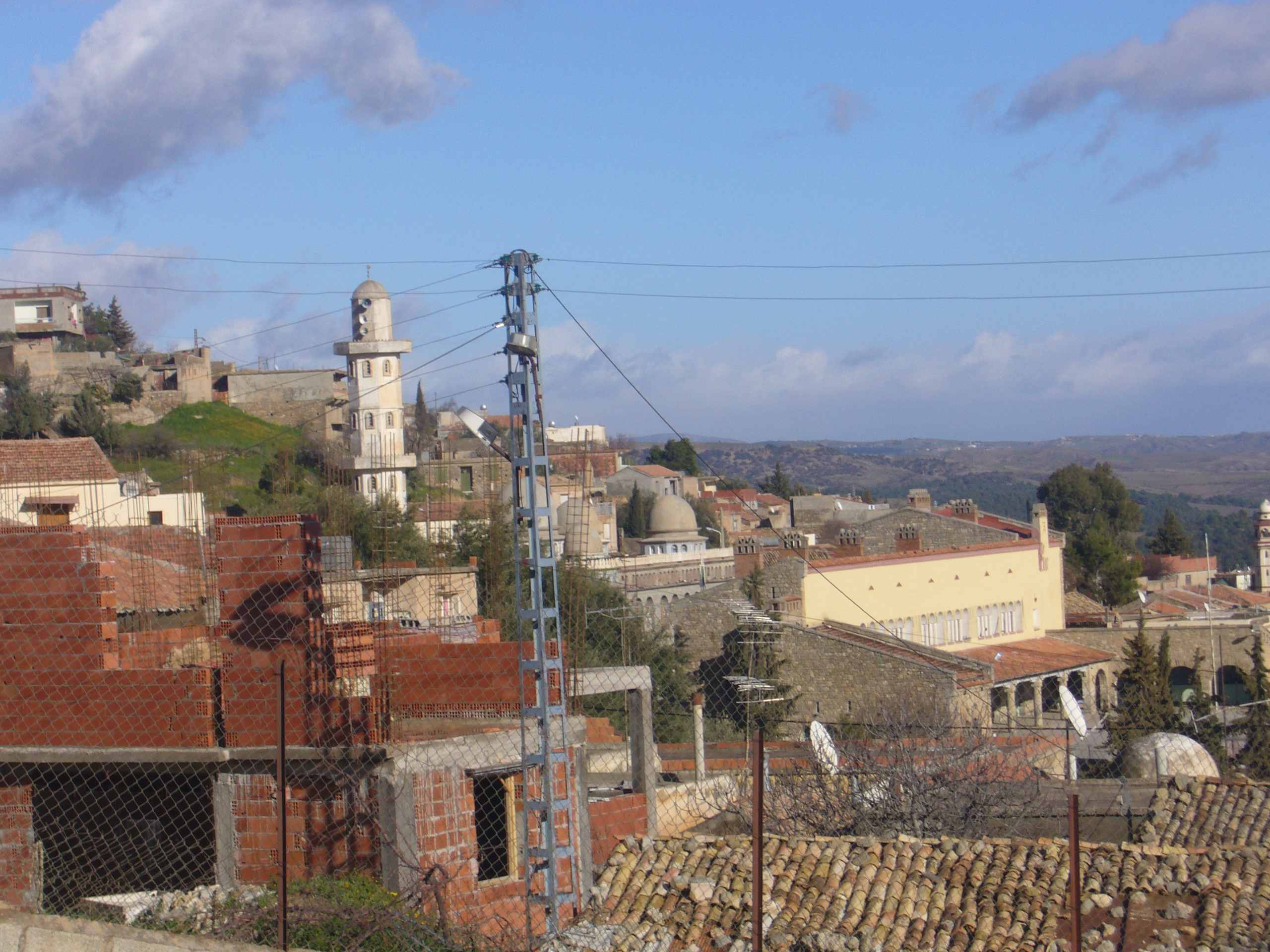
منظر مطل على ساحة مدرسة (على يمين الصورة).

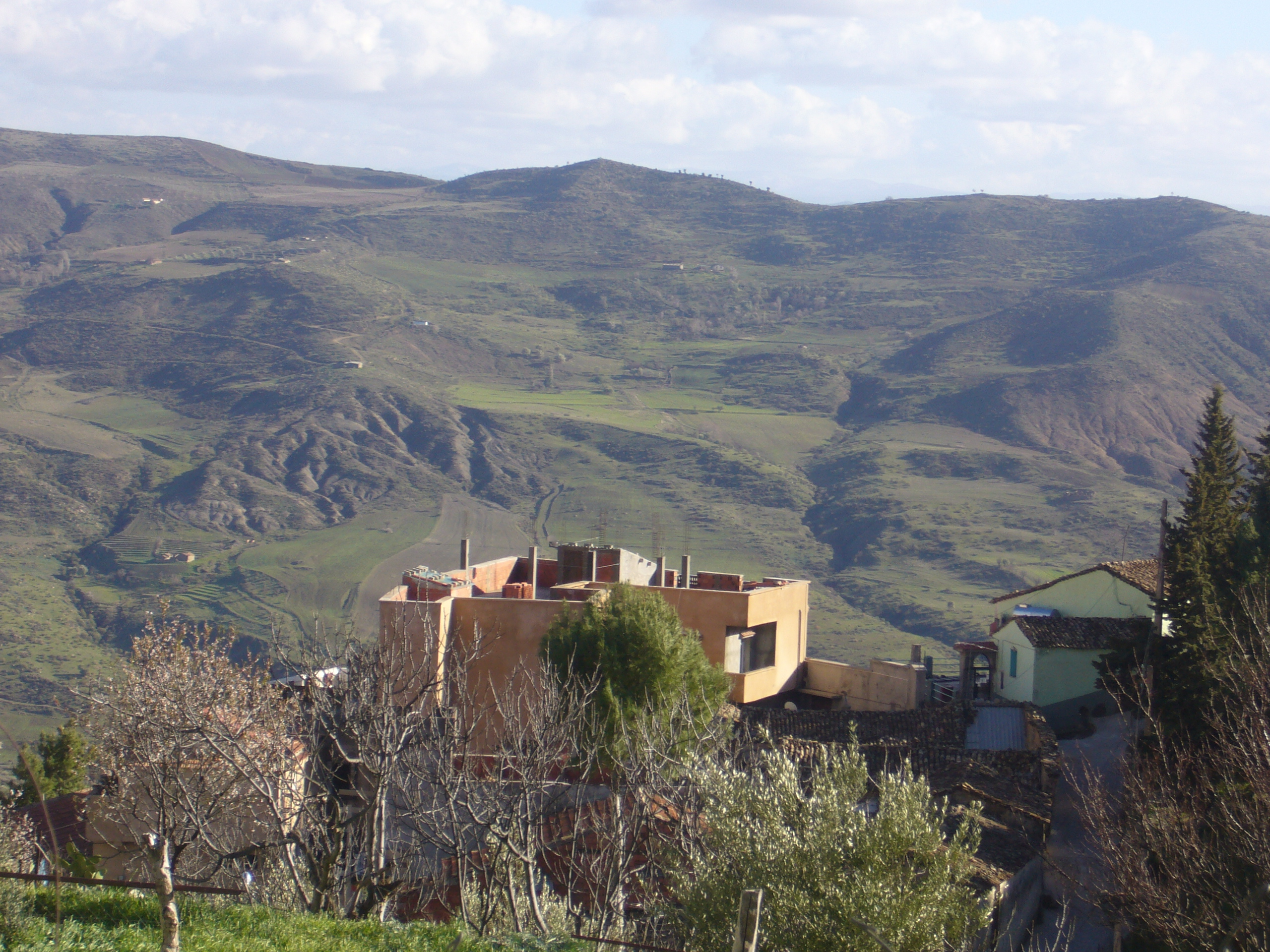
منظر عام على مناظر زمورة.
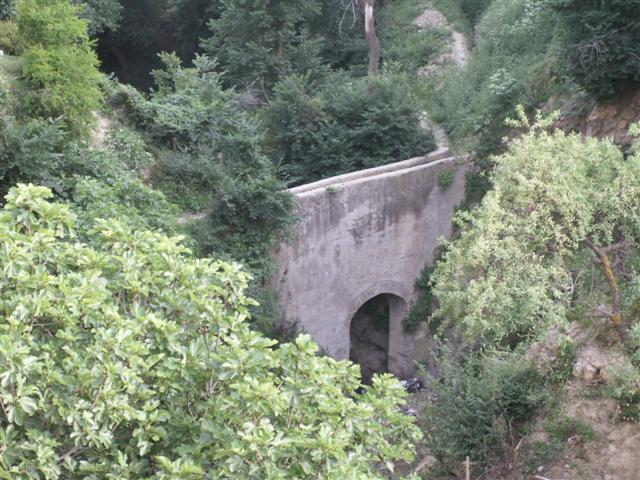
جسر من العهد العثماني يفصل مياه الري بين السويقة ودراع حليمة.
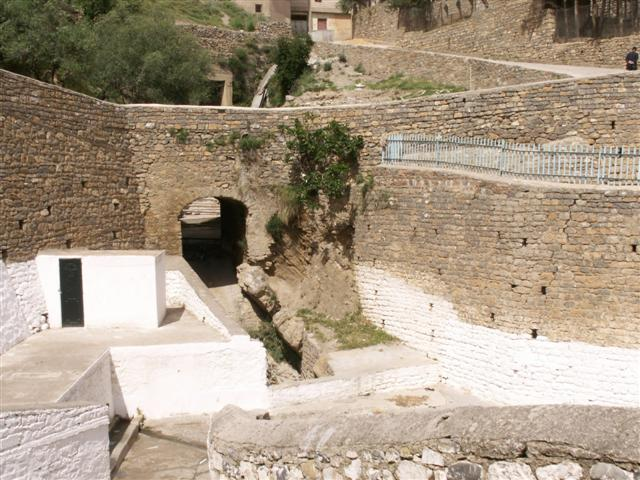
نافورة عامة.
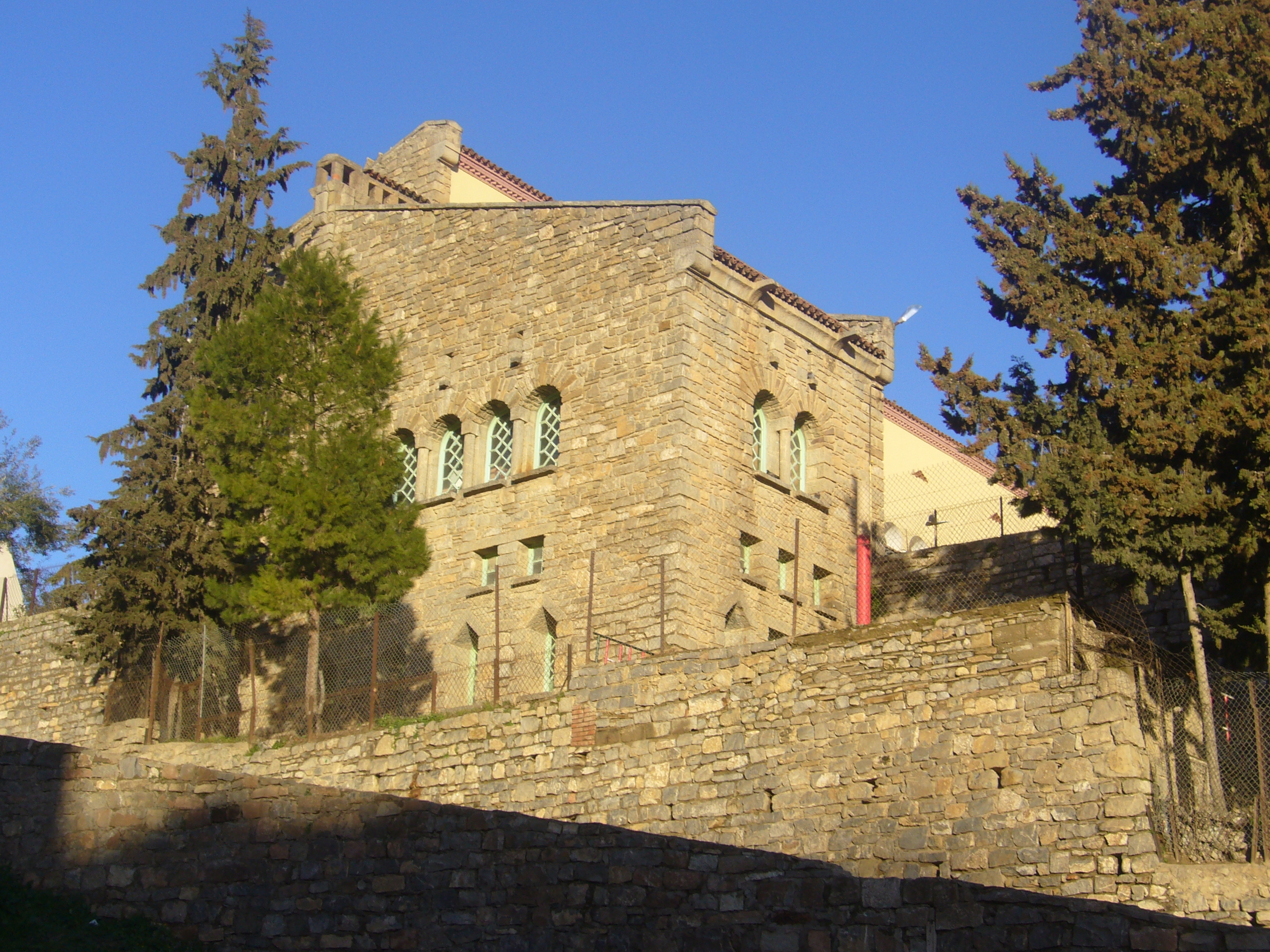
مدرسة زمورة.

1. ↑  GeoNames (بالإنجليزية), 2005, QID:Q830106
2. ↑  [أبو القاسم سعد الله، كتاب: تاريخ الجزائر الثقافي ، الجزء الأول، الصفحة 180.]